# Санталус
Санталус (порт. Santaluz)  —  муниципалитет в Бразилии, входит в штат Баия. Составная часть мезорегиона Северо-восток штата Баия. Входит в экономико-статистический  микрорегион Серринья. Население составляет 31 189 человек на 2006 год. Занимает площадь 1597,202 км². Плотность населения — 19,5 чел./км².
Праздник города — 18 июля.

## История
Город основан в 1935 году.

## Статистика
- Валовой внутренний продукт на 2003 год составляет 56 389 874,00 реалов (данные: Бразильский институт географии и статистики).
- Валовой внутренний продукт на душу населения на 2003 год составляет 1814,23 реалов (данные: Бразильский институт географии и статистики).
- Индекс развития человеческого потенциала на 2000 год составляет 0,646 (данные: Программа развития ООН).

## География
Климат местности: жаркий.